# 全但バス
全但バス株式会社（ぜんたんバス）は、兵庫県の北部（但馬国）をエリアとするバス会社である。英訳名はZENTAN BUS CO.,LTD.。本社は兵庫県養父市八鹿町八鹿113番地1。

## 概況
兵庫県の但馬地域の高齢化や人口の減少、移動手段のマイカー化等によりバスの乗客が減少しているため、合理化等の経営改善策を実施してきたが今後さらにバス路線の休止を含めた大合理化を実施することが発表され、2008年10月1日から一部路線が市・町民バスに移管された。また2008年2月23日には、2009年4月に神姫バスと経営統合するとの報道があった。既に人事面においては、神姫側より役員派遣を実施し、会社再建を支援しているが、両社とも経営統合については否定している。
なお、かつての筆頭株主は阪急電鉄（阪急阪神ホールディングス／阪急阪神東宝グループ）であったが、2008年10月末までに関係は解消されている。また、阪急電鉄が筆頭株主であった当時、阪急阪神東宝グループには属していなかった。ただし、現在協力関係にある神姫バスの筆頭株主は阪神電気鉄道（阪急阪神東宝グループ）であり、同グループとの関連が完全になくなっているわけではない。

## 各営業所・出張所・事業所所在地

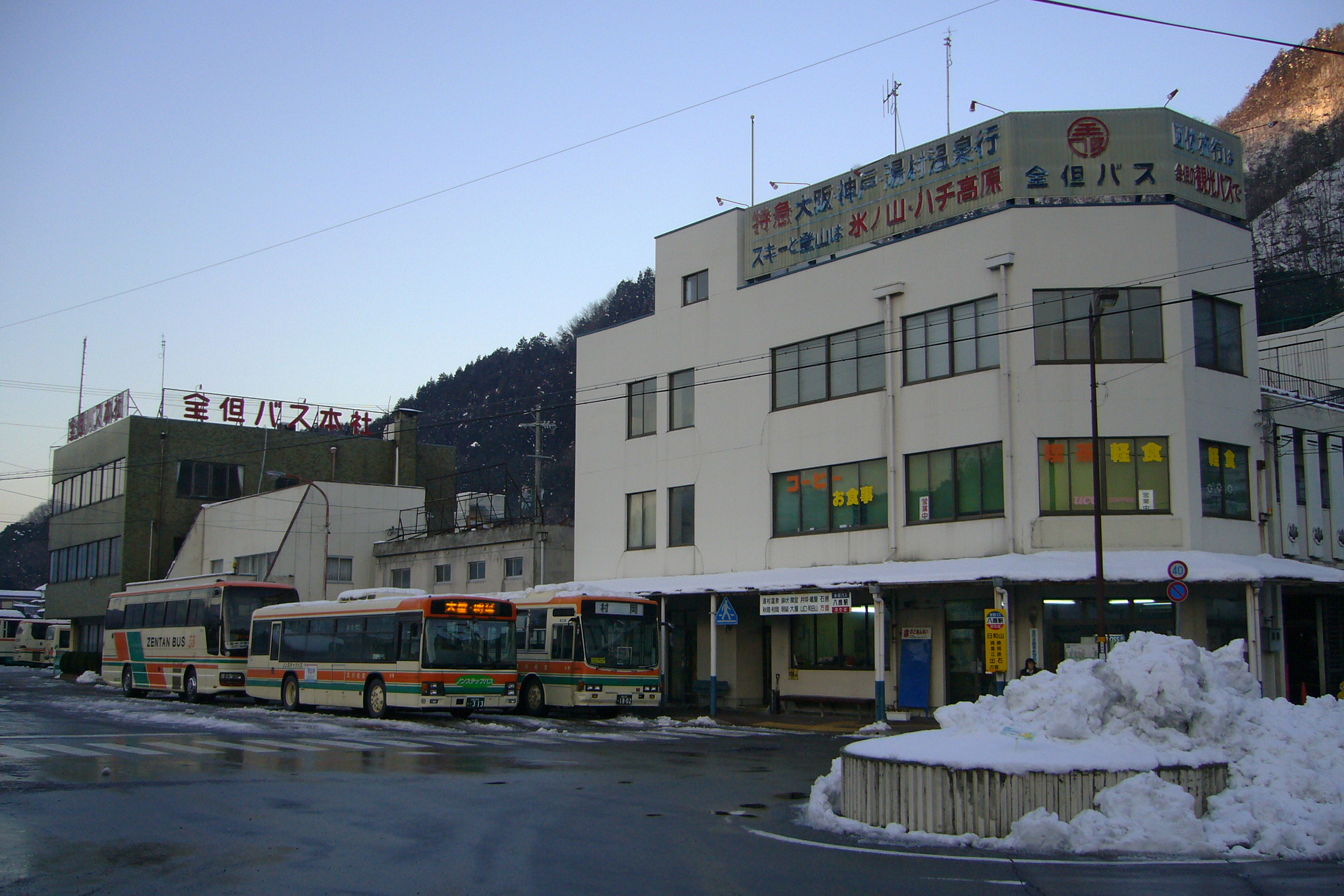
八鹿営業所と本社（奥）

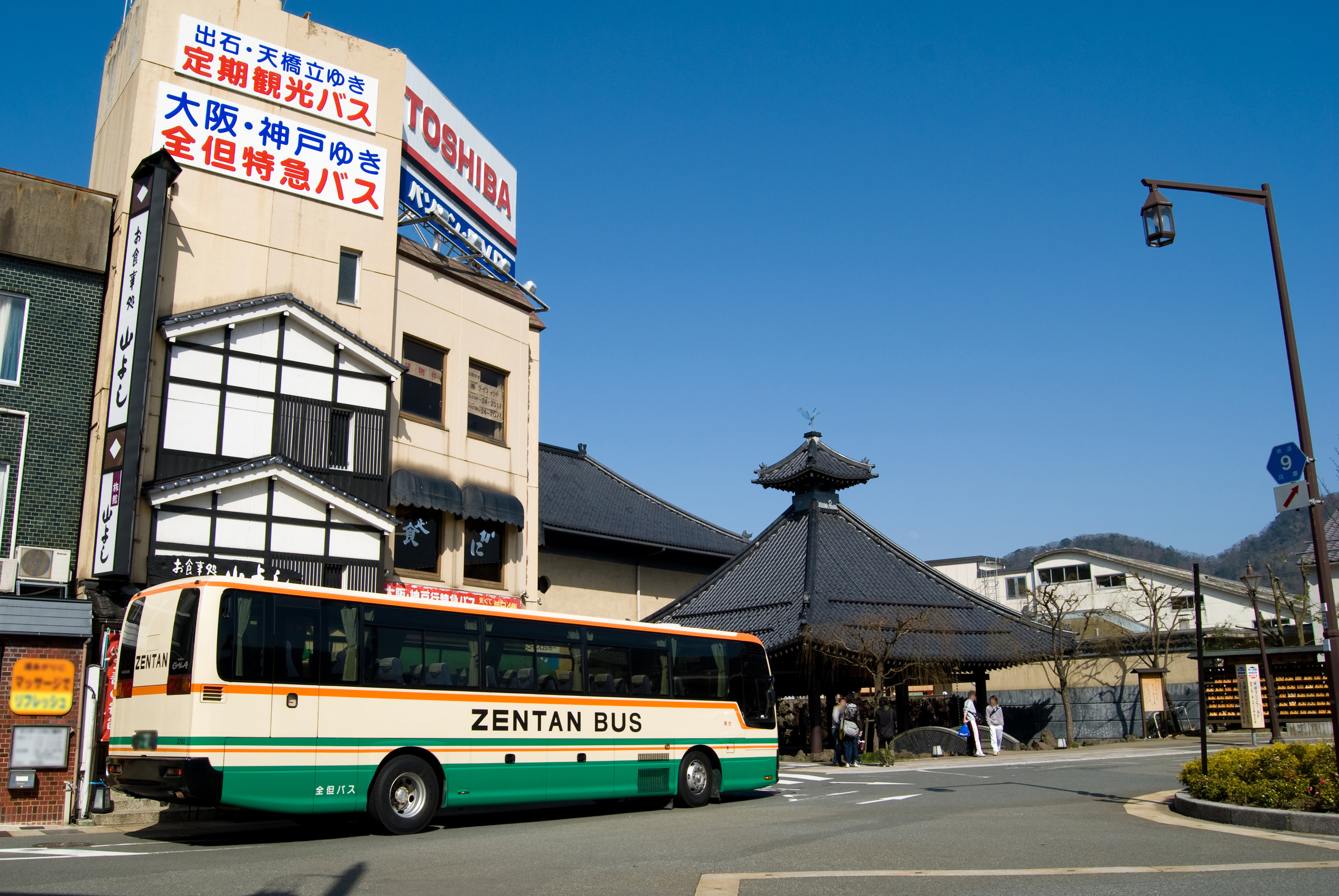
城崎営業所（現・SOZORO）

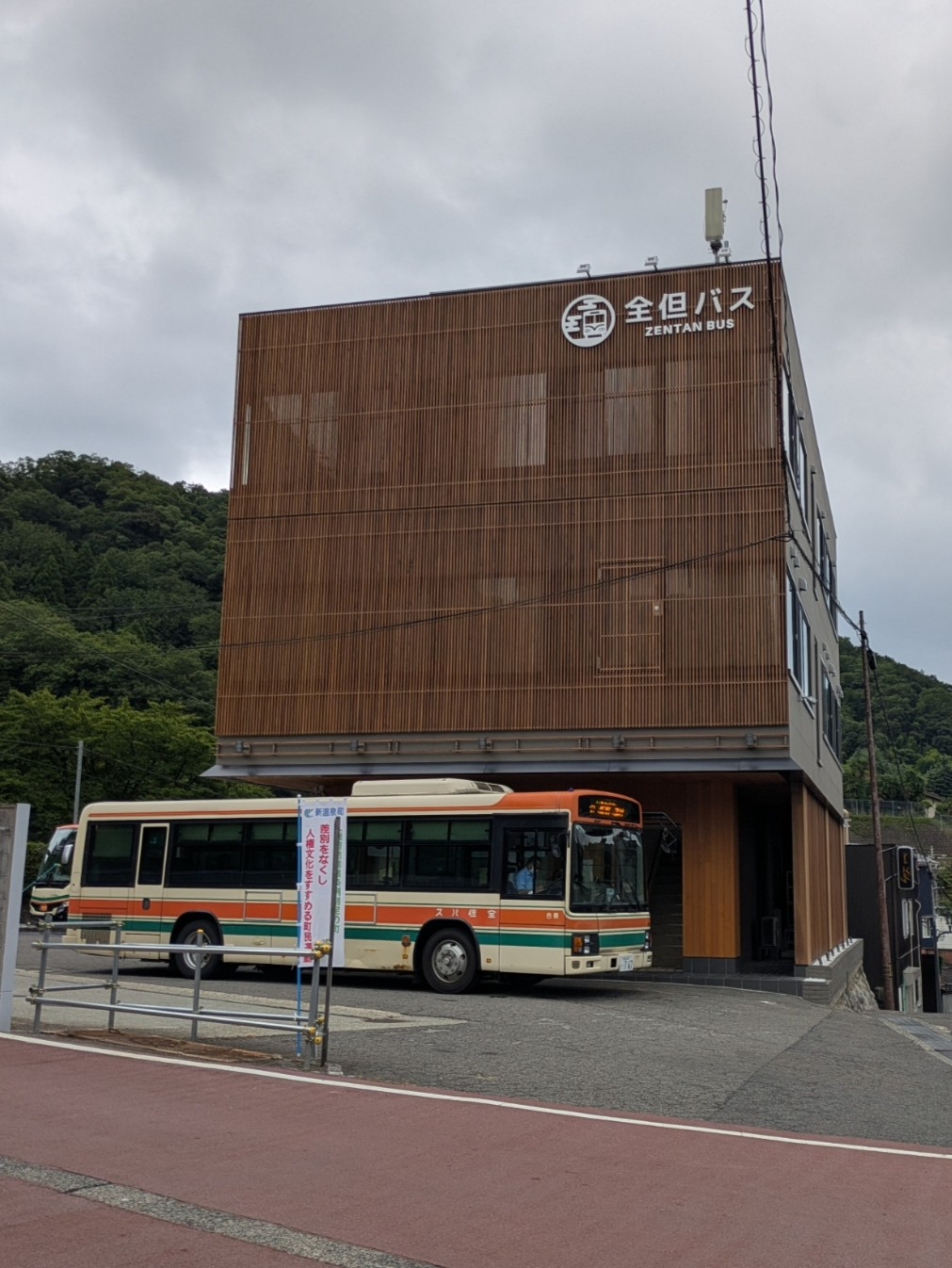
湯村温泉営業所

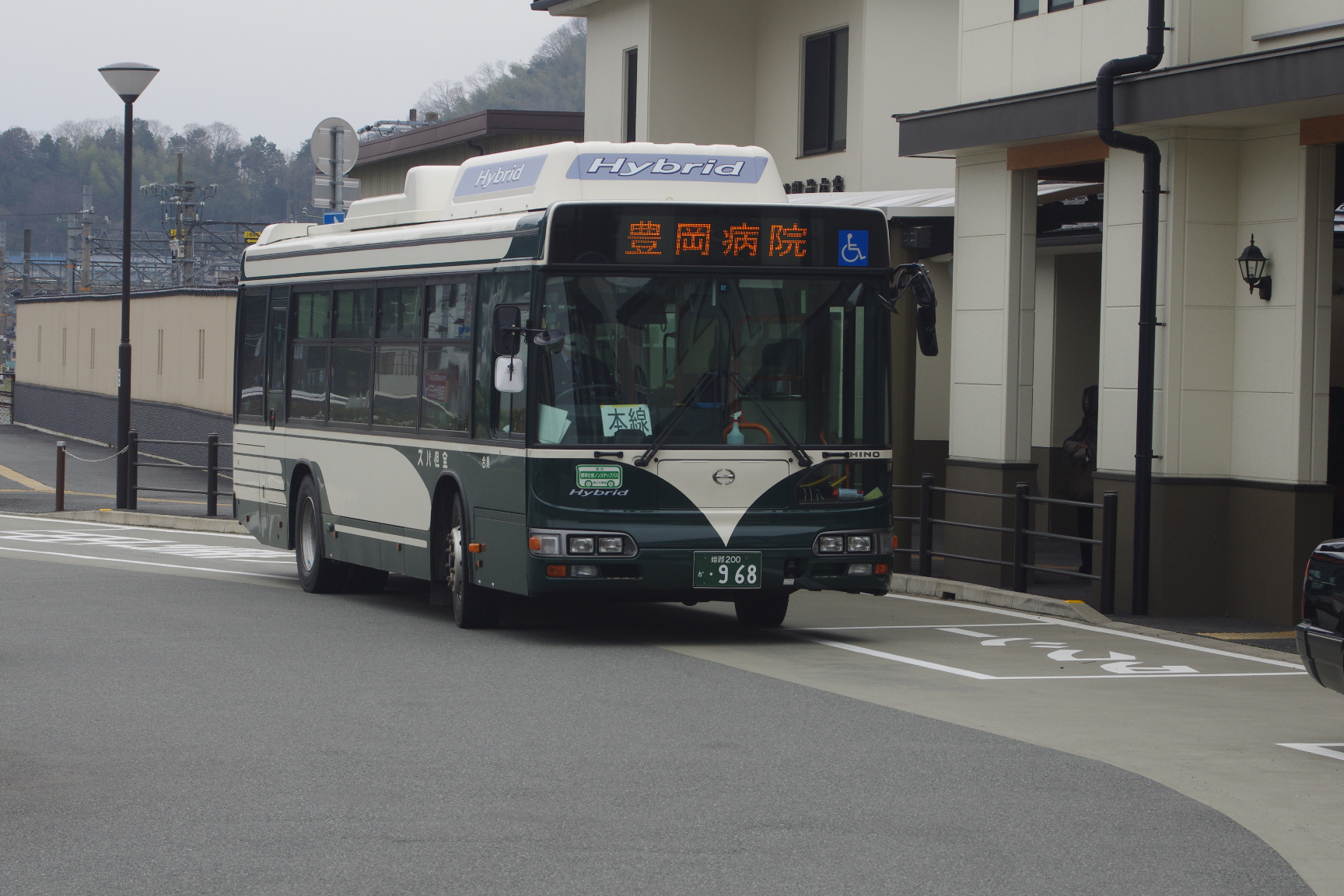
ハイブリッドバス（日野・ブルーリボンシティ）

### 現行事業所
- 本社・八鹿営業所
  - 兵庫県養父市八鹿町八鹿115番地37
- 八鹿営業所大屋車庫
  - 兵庫県養父市大屋町加保695
- 八鹿営業所大屋待合所
  - 兵庫県養父市大屋町加保679-5
- 八鹿営業所井坪車庫
  - 兵庫県養父市長野
- 八鹿営業所草出車庫
  - 兵庫県養父市草出575
- 八鹿営業所和田山出張所
  - 兵庫県朝来市和田山町玉置637番地1
- 豊岡営業所
  - 兵庫県豊岡市梶原337番地1
- 豊岡営業所豊岡駅前出張所
  - 兵庫県豊岡市大手町4番5号 アイティ1階
- 豊岡営業所江原車庫
  - 兵庫県豊岡市日高町鶴岡
- 豊岡営業所江原駅前待合所
  - 兵庫県豊岡市日高町日置970
- 豊岡営業所出石出張所
  - 兵庫県豊岡市出石町小人129番地4
- 豊岡営業所出石出張所中藤車庫
  - 兵庫県豊岡市但東町中藤
- SOZORO
  - 兵庫県豊岡市城崎町湯島96番地
- 湯村温泉営業所
  - 兵庫県美方郡新温泉町湯1354番地1
- 湯村温泉営業所村岡出張所
  - 兵庫県美方郡香美町村岡区村岡2582番地4
- 湯村温泉営業所村岡出張所秋岡車庫
  - 兵庫県美方郡香美町小代区秋岡
- 但馬空港事業所
  - 兵庫県豊岡市岩井字河谷1598番地34

### 廃止事業所
- 城崎営業所（豊岡営業所へ統合）
  - 兵庫県豊岡市城崎町湯島70番地

## 車両

### 路線バス
いすゞ自動車製（川重車体・アイケーコーチ・いすゞバス製造・J-BUS（ジェイ・バス）車体）が大多数を占めている。これに加え少数ながら転入車を導入しており、いすゞ自動車製（富士重工製車体）も見られる。また、中型バスでは三菱ふそう製も導入している。路線バスでは、路線の休止に伴う転出車も出ている。
2011年11月に、兵庫県北部では初となるハイブリッド車（日野・ブルーリボンシティ）を導入（出石営業所に配置）。2012年にはいすゞ・エルガハイブリッドも導入。ハイブリッド車は、旧塗装を復刻している。他にも小型化として、日野・ポンチョなども導入されている。

### 観光・特急バス
以前は観光バスを転用して運行されているものもあった(正規車両の点検等による臨時運用で)。2006年11月頃より、特急バス・観光バス共に、いすゞ新型ガーラの運用が始まり、さらに2009年後半より、特急バスとして三菱ふそう・エアロエースの導入も始まっている。2010年7月観光用の三菱ふそう・エアロエースを3台導入。
なお、特急バスや一部の路線バスにおいて、充電用コンセントやインターネット接続サービスを開始している（Wi-Fi接続）。
2021年12月より、高速バスの一部に「グリーンルーム」と称した「完全個室」を備えた車両が登場している。

## 路線

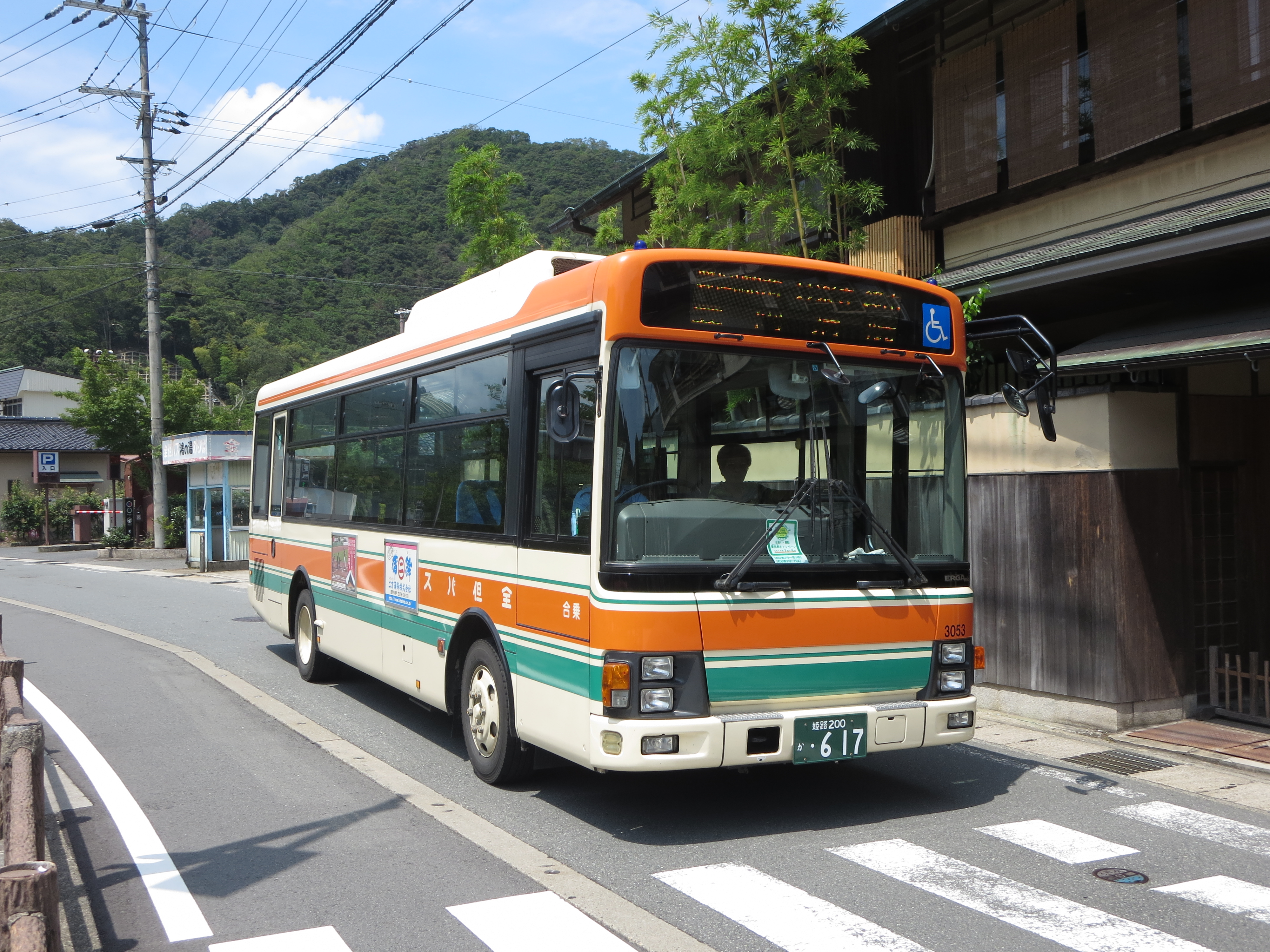
全但バス

詳細な運行案内は外部リンクの全但バスサイトを参照のこと。

### 特急バス（高速バス）
但馬地区と神戸・大阪を結ぶ長距離路線について、かつては高速道路の未整備から一般道を走行する区間が多くを占めていたこともあり「特急バス」と呼称していたが、近年は兵庫県北部への高速道路延伸に伴い高速道路を利用する区間も増え、他社同様に「高速バス」と呼称するようになっている。

#### 路線
- 大阪 - 城崎線（通常時6往復）
  - ＜阪急梅田（阪急三番街高速バスターミナル） - 新大阪 - 千里ニュータウン（桃山台駅） - 宝塚インター＞ - 春日インター - 氷上 - 和田山営業所 - 八鹿駅 - 江原河畔劇場 - 豊田町（豊岡） - 城崎温泉駅（ - マリンワールド）
  - 阪急観光バス共同運行
- 大阪 - 湯村線（通常時2往復、夢千代号)
  - ＜阪急梅田（阪急三番街高速バスターミナル） - 新大阪 - 千里ニュータウン（桃山台駅） - 宝塚インター＞ - 春日インター - 氷上 - 和田山営業所 - 養父市役所口 - 関宮 - 村岡 - 湯村温泉（ - 浜坂駅）
- 神戸 - 城崎線(通常時3往復・期間運行1往復）
  - ＜神姫バス三ノ宮バスターミナル（乗車のみ） - 県庁前 - 阪急三宮（降車のみ） - 箕谷＞ - 春日インター - 氷上 - 和田山営業所 - 八鹿駅 - 江原河畔劇場 - 豊岡駅 - 城崎温泉駅
- 神戸 - 湯村線（通常時2往復）
  - ＜神姫バス三ノ宮バスターミナル（乗車のみ） - 県庁前 - 阪急三宮（降車のみ）[注釈 2]- 箕谷＞ - 春日インター - 氷上 - 和田山営業所 - 養父市役所口 - 関宮 - 村岡 - 湯村温泉 - 浜坂駅
  - ＜神姫バス三ノ宮バスターミナル（乗車のみ） - 県庁前 - 阪急三宮（降車のみ） - 箕谷 - 高速東条 - 高速北条＞ - 生野駅西口 - 新井 - 青倉 - 和田山営業所 - 養父市役所口 - 関宮 - 村岡 - 湯村温泉 - 浜坂駅
- 京都 - 城崎線（通常時2往復）
  - ＜京都駅烏丸口＞ - 春日インター - 氷上 - 和田山インター - 江原河畔劇場 - 玄武洞 - 城崎温泉駅
  - 西日本ジェイアールバス共同運行

#### 歴史
- 2006年（平成18年）
  - 2月16日：神戸 - 城崎線と神戸 - 湯村線のうち各1往復を神戸空港へ乗り入れ開始[8]。
  - 7月23日：神戸 - 湯村線を1日2往復に増便[9]。大阪 - 城崎線を1日3往復に増便[9]。神戸 - 城崎線と大阪 - 湯村線の一部を播但連絡道路経由から北近畿豊岡自動車道経由に切り替えて所要時間を最大30分短縮[9]。
- 2007年（平成19年）12月1日：神戸空港への乗り入れを中止。
- 2008年（平成20年）
  - 4月15日：神戸発便のみ神姫バス三ノ宮バスターミナル始発に変更（到着便は経由せず）
  - 10月1日：大阪 - 湯村線に1日1往復季節運行便を新たに設定。大阪～城崎線を1日2往復に減便し、その他に1日1往復季節運行便を新たに設定。神戸 - 城崎線を1日3往復に増便。
- 2009年（平成21年）4月1日：大阪 - 湯村線の1往復が、全但バスから阪急観光バスの運行となる。
- 2012年（平成24年）12月29日：新型車両2台（三菱ふそう・エアロエース現行型・運転注意力モニター等搭載）導入。西日本初導入となった為、愛称を募集し、運行開始後に「LuxRea（ラグリア）」と命名された。
- 2013年（平成25年）7月10日：同年2月に城崎温泉が「ミシュラン・グリーンガイド・ジャポン」2つ星となったことから、大阪～城崎線の1往復が「ミシュラン・グリーンライナー」号として運行される。
- 2015年（平成27年）4月29日：姫路 - 城崎線が1日2往復（土日祝のみ）運行開始。
- 2017年（平成29年）
  - 3月26日：大阪 - 城崎線を1日6往復に増便[10]。　
  - 8月1日：かねてから東京 - 城崎間の新規路線を計画していたが[11]神姫バスツアーズのブランド「LimonBus 城崎 - 東京線」として隔日1往復運行開始。
- 2018年（平成30年）2月25日：姫路 - 城崎線を運行休止[12]。
- 2019年12月21日：城崎 - 京都線を西日本ジェイアールバスとの共同運行で運行開始
- 2021年12月21日：高速バス「LuxRea（ラグリア）」の一部車両に、完全個室「グリーンルーム」を導入。

#### 空港リムジンバス
詳細な運行案内は#外部リンクの全但バスサイトを参照のこと。
- 27-A 城崎温泉駅 - 豊岡駅 - コウノトリ但馬空港

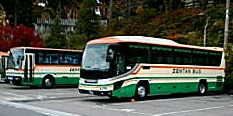
特急バスと急行バス

### 運行休止

#### 特急バス
- 姫路～城崎線（土日祝のみ）　2018年3月運行休止
  - ＜姫路駅（姫路駅前バスターミナル） - 姫路城大手門前＞ - ＜和田山インター（姫路行きのみ） - 和田山営業所 - 日高商工会前（現・江原河畔劇場） - 豊田町 - 城崎温泉前 - 日和山（神姫バス運行便のみ）＞
  - 神姫バス共同運行
- 豊岡 - 鳥取線（2019年8月2日 - 8月18日の金土日祝のみ運行）[13]
  - 豊岡駅 - 香美町役場 - 浜坂駅 - 鳥取駅南口
- LimonBus 城崎 - 東京線（隔日運行）　2020年6月30日運行休止（実質城崎 - 姫路間の休止および全但バスによる運行の休止）　　　　
  - 城崎温泉駅 - 豊田町（豊岡） - 江原河畔劇場 - 但馬農高 - 和田山IC - 姫路駅(南口) - 加古川駅 - 三宮 - 新大阪駅北口 - 京都駅八条口 - 秋葉原駅 - 東京ディズニーリゾート
  - 神姫観光バスのブランドで運行
- 湯村 - 鳥取線（2021年11月20日 - 2022年2月20日のみ運行）[14]
  - 湯村温泉 - ＜鳥取砂丘コナン空港 - 鳥取駅南口＞
- 神戸 - 湯村温泉線　2023年6月運行休止[15]

#### 急行バス
2008年9月30日をもって以下の路線は休止された。
- ゆめぐりエクスプレス（湯村温泉～鳥取駅）<2008年10月1日以降は日本交通の単独運行>
- 湯けむりライナー（八鹿駅 − 湯村温泉）

#### 定期観光バス
出石史跡めぐりとして運行されていたが、2008年3月31日をもって休止。

### 夢但馬周遊バス「たじまわる」
但馬地区の観光地を周遊するバス。土日祝日に運転される。
- たじまわるプレミアム号
- たじまわるプレミアム秋号
- たじまわるプレミアム冬号
- たじまわるさわやか高原号
- たじまわる鉱石の道号
- たじまわるジオ日本遺産号
- たじまわるやぶもみじ号
- たじまわるマリンコース − 一般路線バス形式での運行。

### 一般路線バス

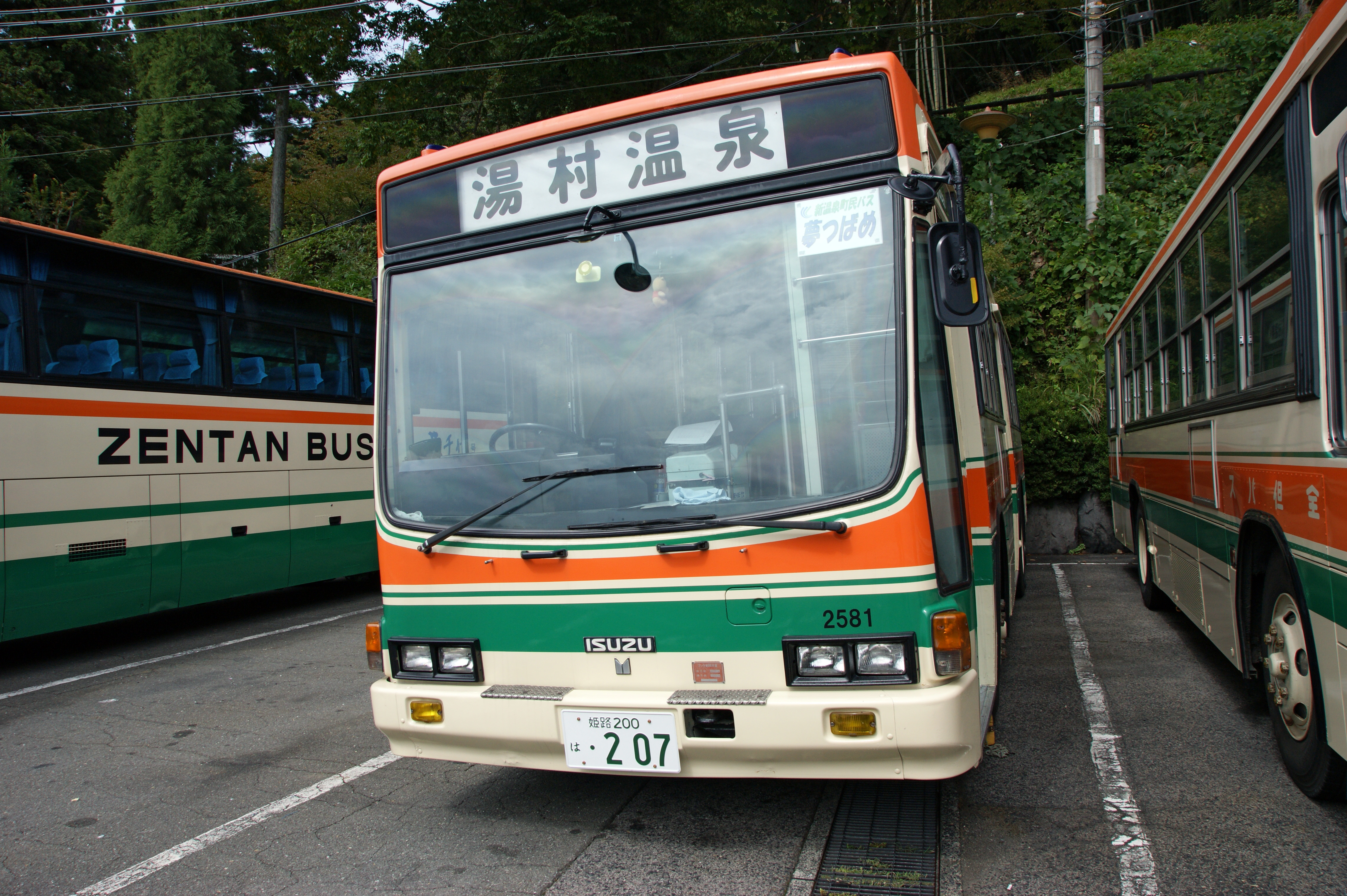
町に移管されたバス車両（白ナンバー）。湯村温泉営業所にて

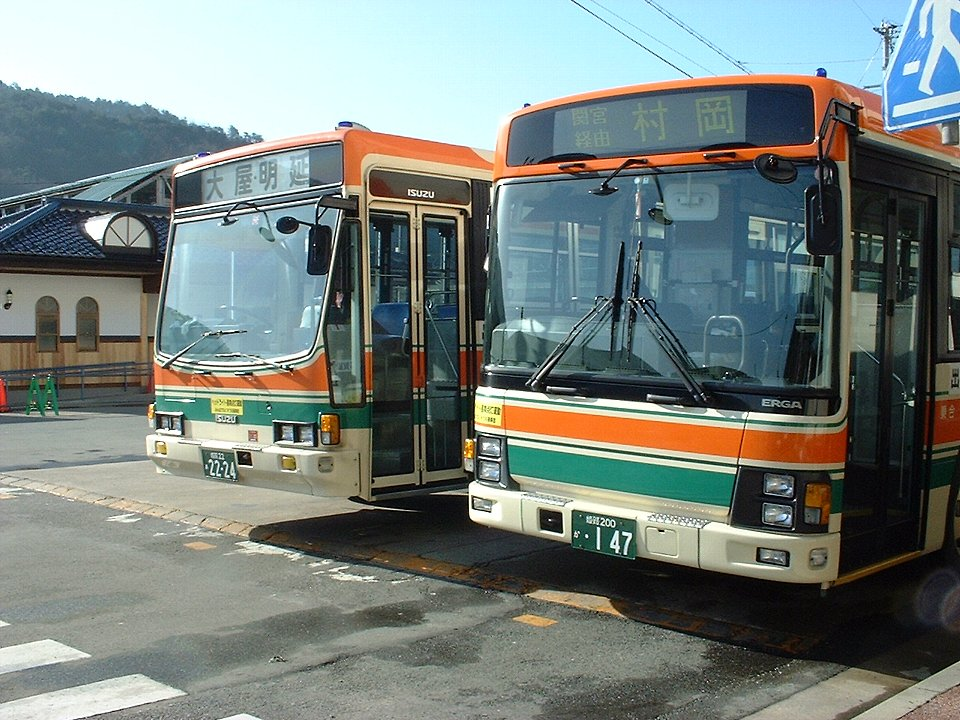
八鹿駅前にて

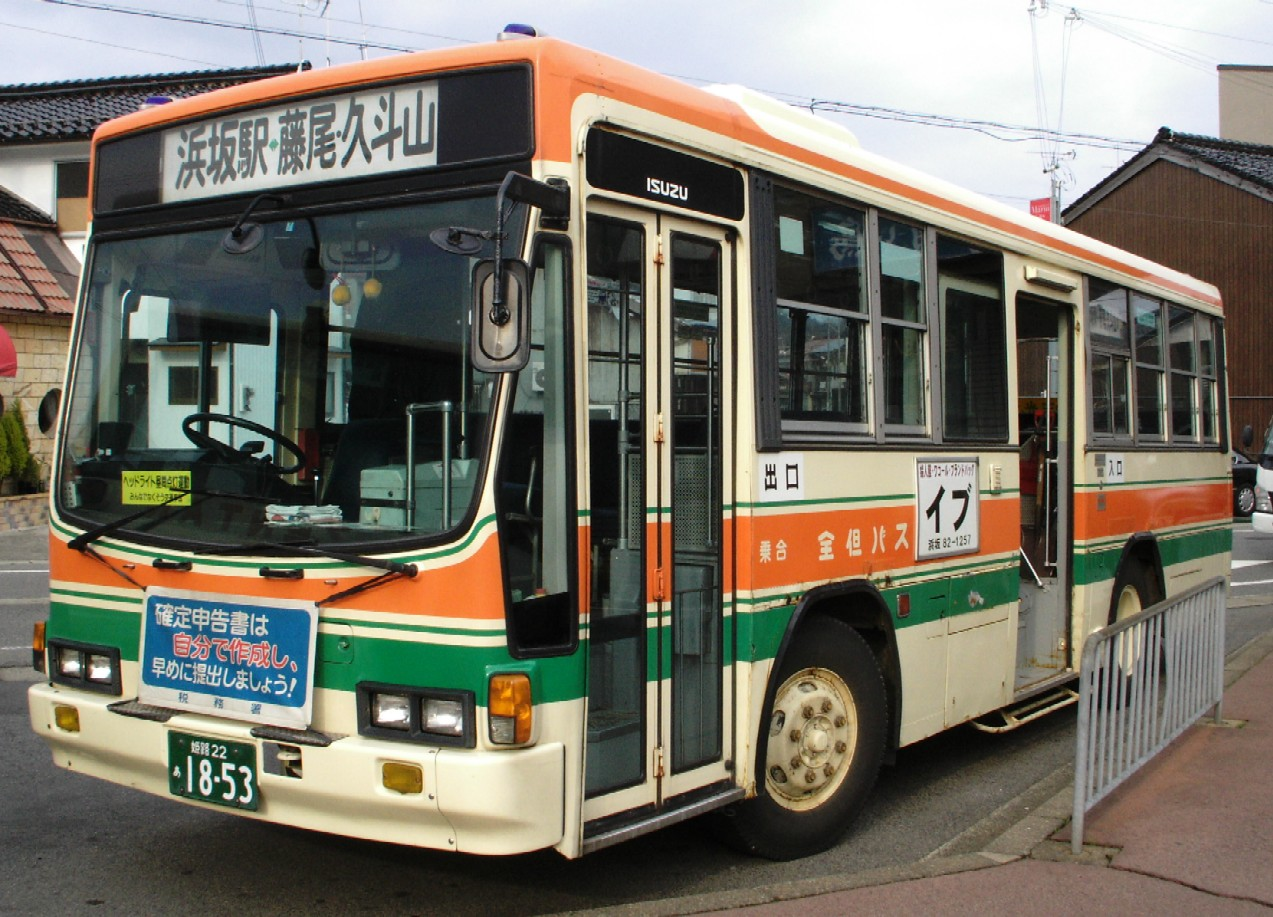
浜坂駅前にて

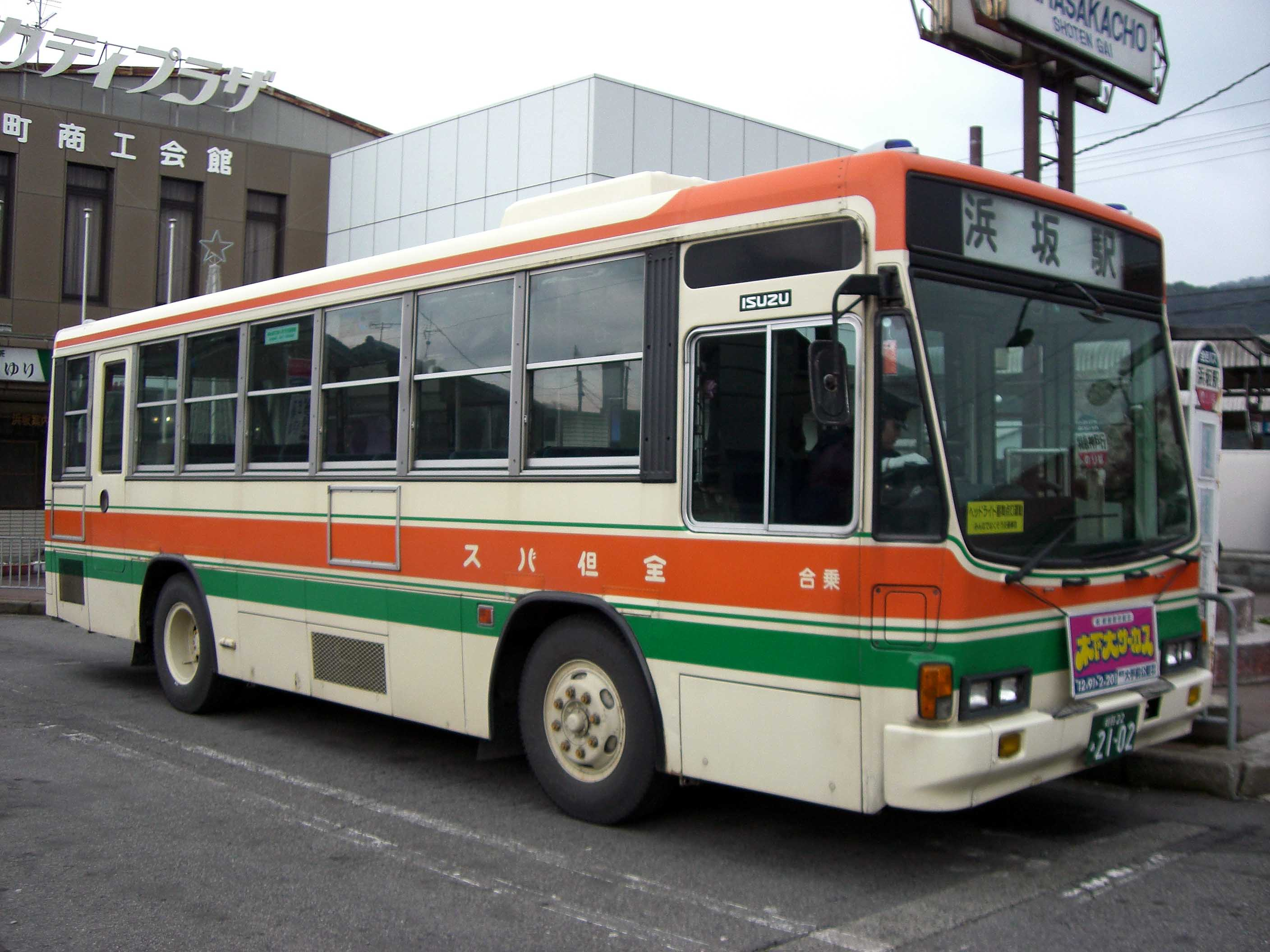
浜坂駅前にて

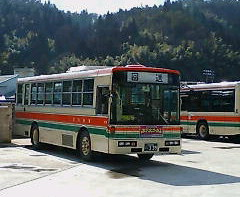
村岡営業所にて

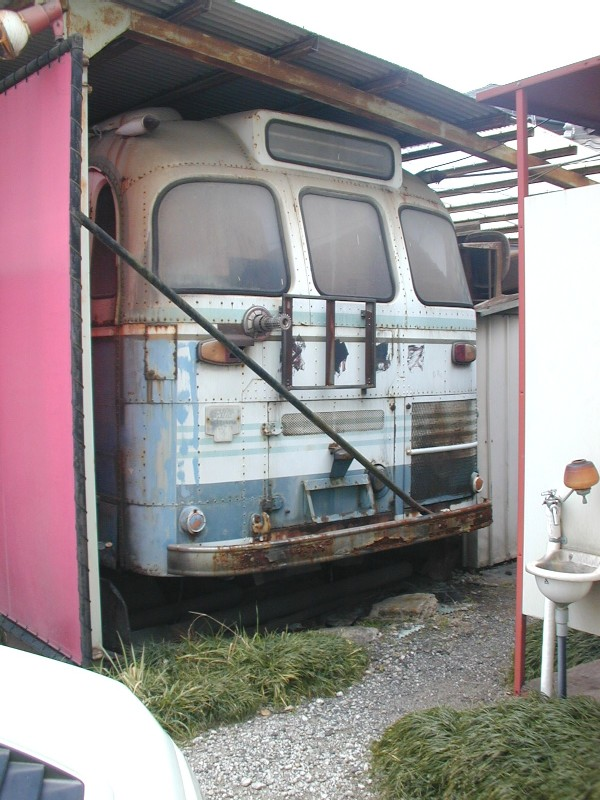
旧塗色(現在飲食店に流用)

- 2005年5月1日より、豊岡駅前経由（または発着）の路線の一部は、豊岡病院を経由（または発着）するようになった。
- 2006年より、道の駅ようか但馬蔵オープンに合わせて高柳・但馬農高の全バス停（一部例外あり）が道の駅内のバス停に止まるようになった。
- 城崎温泉～コウノトリ但馬空港間（但馬空港線）は、飛行機のダイヤによって毎月変更がある場合がある。
- 2008年10月1日より、12月31日から1月3日は休日ダイヤとなる。
- 2009年5月16日より、豊岡久美浜線の下の宮 - 久美浜駅間を休止（代替バス無し）。
- 2020年4月1日より、21-B・21-BH 豊岡森本竹野線の福田・総合市場前経由を休止。

#### 2020年4月1日現在の運行路線
- 1-A （豊岡シルバーステイ）豊岡病院 - 妙楽寺 - 豊岡駅 - 玄武洞 - 城崎温泉駅 - 日和山（城崎マリンワールド）
- 1-AT （豊岡シルバーステイ）豊岡病院 - 妙楽寺 - 豊岡駅 - 玄武洞 - 元薬師 - 城崎温泉駅 - 日和山（城崎マリンワールド）
- 1-B 但馬農高 - 八鹿病院東玄関 - 八鹿駅 - 江原河畔劇場 - 上石 - 豊岡駅 - 玄武洞 - 城崎温泉駅 - 日和山（城崎マリンワールド）
- 1-BT 但馬農高 - 八鹿病院東玄関 - 八鹿駅 - 江原河畔劇場 - 上石 - 豊岡駅 - 玄武洞 - 元薬師 - 城崎温泉駅 - 日和山（城崎マリンワールド）
- 1-C 但馬農高 - 八鹿病院東玄関 - 八鹿駅 - 江原河畔劇場 - 上石 - 豊岡駅 - 豊岡病院（豊岡シルバーステイ）
- 1-D 出石 - 水上 - 鳥居 - 天神橋 - 豊岡駅 - 玄武洞 - 元薬師 - 城崎温泉駅 - 日和山（城崎マリンワールド）
- 1-D 出石 - 水上 - 鳥居 - 森尾口 - 豊岡駅 - 玄武洞 - 元薬師 - 城崎温泉駅 - 日和山（城崎マリンワールド）
- 41 城崎温泉駅 - 日和山（城崎マリンワールド）
- 26 （豊岡シルバーステイ）豊岡病院 - 戸牧第2団地 - 戸牧第1団地 - 近大前 - 豊岡駅西口 - 豊岡駅 - 豊岡営業所（梶原） - コウノトリの郷公園 - 下の宮
  - 平日のみ運行。
- 26 （豊岡シルバーステイ）豊岡病院 - 戸牧第2団地 - 戸牧第1団地 - 近大前 - 豊岡駅西口 - 豊岡駅 - 庄境 - コウノトリの郷公園 - 下の宮
  - 平日のみ運行。
- 26 （豊岡シルバーステイ）豊岡病院 - 戸牧第2団地 - 戸牧第1団地 - 近大前 - 豊岡駅西口 - 豊岡駅 - 豊岡営業所（梶原） - コウノトリの郷公園 - 法花寺
- 26 （豊岡シルバーステイ）豊岡病院 - 戸牧第2団地 - 戸牧第1団地 - 近大前 - 豊岡駅西口 - 豊岡駅 - 庄境 - コウノトリの郷公園 - 法花寺
- 26 （豊岡シルバーステイ）豊岡病院 - 戸牧第2団地 - （戸牧第1団地） - 近大前 - 豊岡駅西口 - 豊岡駅 - 庄境 - （下の宮） - 法花寺
  - 平日のみ運行。
- 22-A 豊岡営業所（梶原） - 豊岡駅 - 福田 - 目坂
- 22-AH 豊岡営業所（梶原） - 豊岡駅 - 豊岡病院（豊岡シルバーステイ） - 豊岡駅 - 福田 - 目坂
- 22-B 奥野 - 森尾口 - 豊岡営業所（梶原） - 豊岡駅 - 豊岡病院（豊岡シルバーステイ）
- 22-CH 奥野 - 森尾口 - 豊岡営業所（梶原） - 豊岡駅 - 豊岡病院（豊岡シルバーステイ） - 豊岡駅 - 福田 - 目坂
- 27-B 豊岡営業所（梶原） - 豊岡駅 - 妙楽寺 - 豊岡病院（豊岡シルバーステイ） - コウノトリ但馬空港
- 31 （豊岡シルバーステイ）豊岡病院 - 豊岡駅 - 天神橋 - 鳥居 - 水上 - 出石 - 出石福祉ゾーン
  - 土曜・休日は出石福祉ゾーン（出石病院）に入らない。
- 31 豊岡駅 - 天神橋 - 鳥居 - 出石 - 合橋小学校 - 出合
- 32-A （豊岡シルバーステイ）豊岡病院 - 豊岡駅 - 森尾口 - 鳥居 - 水上 - 出石 - 出石福祉ゾーン
  - 土曜・休日は出石福祉ゾーン（出石病院）に入らない。
- 32-B （豊岡シルバーステイ）豊岡病院 - 豊岡駅 - 森尾口 - 鳥居 - 出石神社前 - 特別支援学校 - 出石
- 33-A （豊岡シルバーステイ）豊岡病院 - 豊岡駅 - 天神橋 - 鳥居 - 水上 - 出石 - 合橋小学校 - 出合 - 但東中学校 - 唐川 - 中山 - 奥藤
- 33-A 出石福祉ゾーン（出石病院） - 出石 - 合橋小学校 - 出合 - 但東中学校 - 唐川 - 中山 - 奥藤
  - 土曜・休日は出石福祉ゾーン（出石病院）に入らない。
- 33-A → 33-B 出石福祉ゾーン（出石病院） - 出石 - 合橋小学校 - 出合 - 但東中学校 - 唐川 - 中山 - （赤花） - 中山 - 奥藤
  - 赤花経由のバスの運行経路は出石 → 中山 → 奧藤 → 中山 → 赤花 → 中山 → 出石となる。
  - 土曜・休日は出石福祉ゾーン（出石病院）に入らない。
- 33-B 赤花 → 中山
  - 学校休校日は運休。
- 38 とがやま温泉 - 但馬農高 - 八鹿病院東玄関 - 八鹿駅 - 荒木  - 出石福祉ゾーン（出石病院） - （福住小学校） - 出石
  - 土曜・休日は出石福祉ゾーン（出石病院）に入らない。
- 16-A 江原駅 - 鳥居 - 水上 - 出石 - 出石福祉ゾーン（出石病院）
  - 土曜・休日は出石福祉ゾーン（出石病院）に入らない。
- 16-B 江原駅 - 鳥居 - 出石神社前 - 特別支援学校 - 出石 - 出石福祉ゾーン（出石病院）
  - 土曜・休日は出石福祉ゾーン（出石病院）に入らない。
- 15 （豊岡シルバーステイ）豊岡病院 - 豊岡駅 - 市役所 - 天神橋 - 土渕 - 江原駅
- 11 江原駅 - 日高病院 - 辺坂 - 太田神鍋 - （万場） - 栗栖野 - （山田 - 稲葉） - 東河内
  - この系統は、江原駅 → 太田神鍋 → 栗栖野 → 山田 → 稲葉 → 東河内 → 万場 → 太田神鍋 → 江原駅の経路で連続運行する。ただし、江原駅発の始発便は、江原駅 → 太田神鍋 → 栗栖野 → 東河内 → 山田 → 稲葉 → 万場 → 太田神鍋 → 江原駅の経路、東河内発の始発便は、東河内 → 山田 → 稲葉 → 万場 → 太田神鍋 → 江原駅の経路で連続運行する。
- 21-A 豊岡営業所（梶原） - 豊岡駅 - 第1雇用促進住宅 - 江野 - 森本 - 竹野駅（竹野総合支所） - 竹野
  - 豊岡病院を経由しない森本・竹野行きは、豊岡駅での乗り場が逆
  - 一部森本発着。
- 21-AH 豊岡営業所（梶原） - 豊岡駅 - 豊岡病院 - 豊岡駅 - 第1雇用促進住宅 - 江野 - 森本 - 竹野駅（竹野総合支所） - 竹野
  - 豊岡病院を経由しない森本・竹野行きは、豊岡駅での乗り場が逆
  - 一部森本発着。
- 21 森本 - 竹野駅（竹野総合支所） - 竹野
- 6 八鹿駅 - 八鹿宮町 - 馬瀬 - 石原
- 6 八鹿駅 - 八鹿病院東玄関 - 馬瀬 - 石原
- 4 八鹿駅 - 大屋橋 - 広谷 - 浅野 - 大屋 - 栗ノ下 - 若杉
- 4 大屋 - 栗ノ下 - 若杉 - 奥横行
  - 平日のみ運行。大屋 → 栗ノ下 → 奥若杉 → 横行 → 栗ノ下 → 大屋と連続運行する。ただし、始発の一便は、大屋 → 栗ノ下 → 横行 → 奥若杉 → 栗ノ下 → 大屋と運行する。
- 3 八鹿駅 - 大屋橋 - 広谷 - 浅野 - 大屋 - 明延 - 明延自然学校
  - 明延 - 明延自然学校間は3月16日〜12月15日のみ運行。
- 3 八鹿駅 - 但馬農高 - 大屋 - 栗ノ下 - 奥若杉
  - 学校休校日運休。
- 5 八鹿駅 - 大屋橋 - 広谷 - 浅野 - 建屋 - 井ノ坪 - 新井（新井駅） - アルバ
- 51 八鹿駅 - 大屋橋 - 上野 - 谷間地 - スポーツセンター - 糸井口 - 和田山駅 - 枚田小学校 - 朝来医療センター - イオン - 中央公園
- 52 八鹿駅 - 大屋橋 - 養父コミセン前 - 養父駅 - 糸井口 - 和田山駅 - 和田山営業所
  - 平日・土曜のみ運行。
- 52 八鹿駅 - 大屋橋 - 養父コミセン前 - 養父駅 - 糸井口 - 和田山駅 - 枚田小学校 - 竹田駅 - 新井（新井駅） - 井ノ坪 - 建屋
  - 平日のみ運行。
- 52 八鹿駅 - 大屋橋 - 養父コミセン前 - 養父駅 - 糸井口 - 和田山駅 - 和田山営業所 - イオン - 朝来医療センター - 竹田駅 - 新井（新井駅） - 山口 - 生野駅西口
  - 山口 - 生野駅西口間は平日のみ運行。
- 54 白井 - 和田山駅 - 和田山営業所
  - 平日のみ運行。
- 54 白井 - 和田山駅 - 中央公園 - イオン - 朝来医療センター
  - 平日のみ運行。
- 54 白井 - 和田山駅 - 和田山営業所 - イオン - 朝来医療センター
  - 平日のみ運行。
- 54 朝来医療センター - 枚田小学校 - 和田山駅 - 和田山営業所 - イオン - 朝来医療センター
  - 平日のみ運行。
- 58 和田山駅・朝来医療センター・イオン・山東支所・梁瀬小学校・梁瀬郵便局前 - 下町 - 金浦
  - 月曜・水曜・金曜（休日を除く）のみ運行。デマンドバス。
- 56 朝来医療センター - イオン - 中央公園 - 梁瀬郵便局前 - 梁瀬小学校 - 山東支所 - 粟鹿神社口 - 柴 - 西谷中 - 粟鹿神社駐車場 - 田中下
  - 平日のみ運行。
- 53 竹ノ内 - （秋葉台4区） - 糸井口 - 和田山駅 - 和田山営業所 - 朝来医療センター - イオン
  - 平日のみ運行。
- 55 竹ノ内 - 秋葉台4区 - 糸井口 - 和田山駅 - 和田山営業所 - 朝来医療センター - イオン - 中央公園 - 梁瀬郵便局前 - 梁瀬小学校 - 山東支所 - （与布土） - よふど温泉
  - 平日のみ運行。竹ノ内・和田山方面 → 梁瀬小学校 → 山東支所 → 与布土 → よふど温泉 → 山東支所 → 梁瀬小学校 → 和田山・竹ノ内方面と連続運行する。
- 2 八鹿駅 - 八鹿病院東玄関 - 八鹿高校 - 但馬農高 - 関宮 - 出合ターミナル - 草出 - 丹戸 - 氷ノ山鉢伏口 - 鉢伏
- 61 福岡横町 - 福岡ハチ北口 - 高井 - 村岡病院 - 村岡 - 殿町 - 和田 - 小代地域局 - （貫田） - 秋岡
  - 平日のみ運行。貫田経由のバスは村岡方面 → 小代物産館前 → 小代地域局 → 貫田口 → 貫田 → 鍛冶屋 → 東垣 → 秋岡 → 茅野 → 貫田口 → 小代地域局 → 小代物産館前 → 村岡方面と連続運行する。
- 61 八鹿駅 - 八鹿病院東玄関 - 但馬農高 - 関宮 - 福岡ハチ北口 - 高井 - （村岡病院） - 村岡 - 殿町 - 和田 - 小代物産館前 - 小代地域局 -（貫田）- 秋岡
  - 貫田経由のバスは村岡方面 → 小代物産館前 → 小代地域局 → 貫田口 → 貫田 → 鍛冶屋 → 東垣 → 秋岡 → 茅野 → 貫田口 → 小代地域局 → 小代物産館前 → 村岡方面と連続運行する。
- 61 秋岡 - 茅野 - 貫田口 - 小代地域局 - 小代物産館前 - 和田 - 殿町 - 村岡 - 高井 - 福岡ハチ北口 - 関宮 - 但馬農高 - 八鹿病院東玄関 - 八鹿駅
- 70 八鹿駅 - 八鹿病院東玄関 - 但馬農高 - 関宮 - 福岡ハチ北口 - 高井 - （村岡病院） - 村岡 - 殿町 - 和田 - 湯村温泉
- 69 板仕野 - 村岡病院 - 村岡（乗換または直通） - 殿町（乗換または直通） - 射添小学校 - 柤岡下 - 柤岡
  - 平日・土曜のみ運行。柤岡下 - 柤岡間は3月16日〜12月15日のみ運行。
- 64 殿町 - 村岡 - 福岡ハチ北口 - 福岡横町 - ハチ北（大笹）
  - 平日・土曜のみ運行。

#### おもに豊岡市営バス（イナカー）に移行された路線
- 城崎温泉駅 - （日和山（城崎マリンワールド）） - 日和山西口 - 竹野浜 - 竹野駅（竹野総合支所）
  - 竹野駅発の便は日和山（城崎マリンワールド）を経由しない。
- 城崎温泉駅 - 気比 - 三原
- （豊岡シルバーステイ）豊岡病院 - （近大前） - 豊岡駅前 - 天神橋 - 鳥居 - 出石 - 合橋小学校 - 出合 - （中学校）- 久畑 - （小坂） - 久畑 - 河野辺 - （大河内） - 河野辺 - 薬王寺
  - 小坂経由及び河野辺 - 薬王寺間は平日・土曜のみ運行。
  - 午前の一便の運行経路は、大河内 → 河野辺 → 薬王寺 → 河野辺 → 久畑 → 小坂 → 久畑 → 中学校 → 出合 → 合橋小学校となる。また、午後の一便の運行経路は、（豊岡シルバーステイ）豊岡病院 → 豊岡駅前 → 天神橋 → 鳥居 → 出石 → 合橋小学校 → 出合 → 中学校 → 久畑 → （小坂） → 久畑 → 河野辺 → 薬王寺 → 河野辺 → 大河内となる。
- （豊岡シルバーステイ）豊岡病院 - 豊岡駅前 - 森尾口 - 鳥居 - 出石（乗換または直通） - 合橋小学校 - 出合 - 久畑 - （小坂） - 久畑 - 河野辺 - （大河内） - 河野辺 - 薬王寺
  - 小坂経由及び河野辺 - 薬王寺間は平日のみ運行。
- 出石 - 福祉ゾーン（出石病院） - 出石 - 合橋小学校 - 出合 - 久畑 - （小坂） - 久畑 - 河野辺 - （大河内） - 河野辺 - 薬王寺
  - 土曜・休日は福祉ゾーン（出石病院）に入らない。小坂経由及び河野辺 - 薬王寺間は平日のみ運行。
- 奥山 - 福祉ゾーン（出石病院） - 町内（幼稚園） - 奥小野
  - 平日のみ運行。
- 天谷 - 合橋小学校 - 出合 - （中学校）- 佐々木
  - 平日・土曜のみ運行。
- 出合 - 久畑 - 河野辺 - 上佐々木
  - 平日のみ運行。上佐々木で三岳バス福知山方面と接続。
- 江原駅 - 日高病院 - 八代 - 小河江
  - 平日のみ運行。
- 江原駅 - 日高病院 - 辺坂 - 植村記念館 - 野村 - 栗山 - 知見
  - 平日のみ運行。江原駅発のバスは、江原駅 → 栗山 → 観音寺 → 知見 → 栗山 → 江原駅の経路で連続運行する。
- 江原駅 - 日高病院 - 辺坂 - 篠垣 - 栗山 - 金谷
- 豊岡営業所（梶原） - 豊岡駅前 - （豊岡病院） - 豊岡駅前 - 金比羅神社前 - 赤石

#### 主に養父市コミュニティバスに移行された路線
- 八鹿駅前 - 奥大江 - 岩崎
  - 平日のみ運行。
  - 八鹿駅発の始発便の運行経路は、八鹿駅前 → 奧大江 → 岩崎 → 八鹿駅前となる。
- いきいきドーム - 八鹿病院東玄関 - 八鹿駅前 - 三谷 - 青山二又 - 青山
  - 平日のみ運行。青山二又 - 青山間は3月16日〜12月15日の平日のみ運行。
  - いきいきドーム発の始発便の運行経路は、いきいきドーム → 八鹿駅前 → 三谷 → 青山二又 → 青山 → 青山二又 → 八鹿駅前となる。学校休校日運休。
- 八鹿駅前 - 八鹿病院西口 - 大屋橋 - 高中
  - 平日のみ運行。

#### 主に朝来市コミュニティバス（アコバス）に移行された路線
- 竹ノ内 - 糸井口 - 和田山駅 - 中央公園 - イオン - 立ノ原 - 竹田駅 - 和田山病院
- 和田山病院 - アルバ - 新井駅 - 神子畑
  - 和田山病院 - アルバ間は平日のみ運行。

#### おもに香美町町民バスに移行された路線
- ハチ北（大笹） - 福岡横町 - 高井 - 村岡病院 - 村岡 - 殿町 - 和田 - （山田）- 香住駅 - 香住港（岡見公園）
  - ハチ北 - 村岡間は、平日・土曜のみ運行。
- 香住駅 - 香住港（岡見公園） - 柴山駅前 - 佐津 - 相谷 - 竹野浜 - 竹野駅（竹野総合支所）
- 香住高校 - 香住駅 - 香住港（岡見公園） - 柴山駅前 - 佐津 - 相谷
  - 木曜運休。香住駅 - 香住高校間は土曜・休日運休。
- 香住高校 - 香住駅 - 香住港（岡見公園） - 柴山駅前 - 佐津 - 土生
  - 木曜のみ運行。香住駅 - 香住高校間は休日運休。
- 香住駅 - （香美町役場） - 香住港（岡見公園） - 柴山駅前 - 佐津 - 畑 - 三川
  - 香美町役場経由便は、畑発の平日1本のみ。畑 - 三川間は木曜のみ運行。
- 香住港（岡見公園） - 香住駅 - 香住高校 - 余部 - 御崎
  - 余部 - 御崎間は平日のみ運行。

#### おもに新温泉町民バス（夢つばめ）に移行された路線
- 温泉総合支所 - 湯村温泉 - 栃谷七釜温泉口 - 浜坂駅
  - 温泉総合支所 - 湯村温泉間は平日のみ運行。
- 田中 - 千谷 - 湯村温泉 - 栃谷七釜温泉口 - 浜坂駅（乗換または直通） - 諸寄 - 居組
- 田中 - 千谷 - 湯村温泉 - 七釜温泉 - 浜坂病院 - 浜坂駅（乗換または直通） - 諸寄 - 居組
- 春来上 - 湯村温泉（乗換または直通） - 栃谷七釜温泉口 - 浜坂駅（乗換または直通） - 諸寄 - 居組
  - 春来上発は、すべて湯村温泉止まり（湯村温泉で乗り換えが必要）。
- 田中 - 千谷 - 湯村温泉 - 温泉総合支所
  - 湯村温泉 - 温泉総合支所間は平日のみ運行。
- 温泉総合支所 - 湯村温泉 - 熊谷 - 伊角
  - 温泉総合支所 - 湯村温泉間は平日のみ運行。
- 湯村温泉 - 照来農協 - 中辻 - 飯野 - 営農センター - 湯村温泉 - 栃谷七釜温泉口 - 浜坂駅 - 浜坂高校
  - 平日のみ運行。湯村温泉 - 浜坂高校間は、学校休校日運休。
- 温泉総合支所 - 湯村温泉 - 照来農協 - 中辻 - 飯野 - 温泉高校 - 湯村温泉 - 温泉総合支所
  - 温泉総合支所 - 湯村温泉間は平日のみ運行。
- 浜坂駅 - 浜坂病院 - 藤尾 - 久斗山

## 主な事業
主な事業として、一般旅客自動車運送事業のほか、旅行業、運行管理受託業、損害保険代理店業、空港管理受託業を行っている。

### 一般旅客自動車運送事業
- 余部鉄橋強風・運行中止時はバス代行運転する。
- 2008年4月から豊田町案内所や大屋出張所が廃止されたことなどに伴い、路線バス車内にて「セット回数券」の発売が開始された。発売額3,000円で3,300円分利用でき、200円券が10枚、100円券が5枚、50円券が10枚、10円券が30枚の綴りとなっている。
- 過去には神戸営業所があり、観光バスのみが配置されていた。以前は特急バスの臨時増発便は神戸営業所の車両も使用されることがあった。また特急バスも休憩で入っていたが、神戸営業所が廃止となってからは特急バスの神戸側での休憩入庫は神姫バス神戸営業所ポートアイランド車庫で行われている。神戸営業所は神戸ナンバーであったが、廃止後は全車両が姫路ナンバーとなっている。

### 運行管理受託業
- 城崎温泉駅から、城崎温泉の旅館・ホテルへ送迎する無料バスを城崎温泉旅館組合からの委託で運行している。
- 豊岡市ならびに朝来市のコミュニティバスを委託運行している。また、養父市養父地区・関宮地区等、但馬地区各地の地域バスの委託運行もしている。

### 空港管理受託業
- 但馬空港におけるチェックイン業務等のハンドリング業務を受託している。

### その他の事業
- 沿線にタクシー会社を保有している。また、豊岡市の豊田町バス停前では、ビジネスイン全但を営業している。関連会社として、豊岡市日高町の神鍋（かんなべ）山にゴルフ場を保有している。かつては、阪神間で神戸全但タクシーを、神戸市内でホテル全但を経営していた。神戸全但タクシーは2008年3月に整理され、神戸本社営業所は国際興業神戸（現・国際興業大阪→国際興業神戸）に、尼崎営業所は神姫バス子会社で同市で営業する立花神姫タクシーに譲渡された。
- 1963年から2007年まで、冬季期間中に、ハチ高原スキー場等のスキーリフトを運営していた（索道事業）[17]。
- 自動車学校「全但自動車教習所」（所在地・兵庫県養父市八鹿町上網場）を運営していた（2007年10月頃まで）。教習期間中の通学は、JR八鹿駅からの送迎バスだけでなく、同社の路線バスが無料で利用できた。

## 主な施設
- 2025年（令和7年）8月、湯村温泉営業所のリニューアル工事が完了した[18]。
- 養父市関宮バス停は、かつて鉄道の切符も買える常設の切符売り場があった関係などから、地元では「駅」と呼ばれている[19]。